# Paulin Paris
Alexis Paulin Paris (Avenay-Val-d'Or, 25 de març de 1800 - París, 1 de febrer de 1881) fou un romanista i historiador medievalista francès.

## Vida i obra
Paris era fill d'un notari; va estudiar lletres clàssiques a Reims i dret a París. El 1824 va publicar Apologie de l'école romantique; va publicar també en aquest sentit una traducció al francès de les obres completes de Lord Byron (París, 1827-1832; 13 vol.). El 1828 va iniciar la seva carrera a la Biblioteca Nacional de França i va publicar nombrosos textos medievals amb extensos comentaris que li van valdre una reputació com a filòleg. La seva tasca com a bibliotecari el va dur a publicar els 7 volums del catàleg de manuscrits francesos a la biblioteca nacional, aleshores anomenada biblioteca del rei (Les Manuscrits françois de la Bibliothèque du roi. 7 volumes, París 1836–1848).
El 1837 va ser el successor de François-Juste-Marie Raynouard a l'Académie des Inscriptions et Belles-Lettres. El 1838 va ser nomenant membre de la comissió editora de l'Histoire littéraire de la France d'Antoine Rivet de La Grange, on va publicar més de 1.800 pàgines, sobretot sobre cançons de gesta. De 1853 a 1872 fou el titular de la càtedra de literatura francesa medieval tot just creada al Collège de France.
El 1872 es retirà com a professor honorari. Fou nomenat Oficial de la Legió d'Honor el 1873.
Paulin Paris va ser germà de l'historiador Louis Paris (1802–1887) i pare de Gaston Paris.

## Publicacions
- Apologie de l'école romantique. París 1824
- Don Juan, poème héroï-comique en seize chants, traduit et précédé de la vie de Lord Byron avec notes et commentaires. París 1827
- Correspondance du roi Charles IX et du sieur de Mandelot, gouverneur de Lyon, pendant l'année 1572, époque du massacre de la Saint-Barthélemy. París 1830
- Lettre à M. [Louis] de Monmerqué sur les romans des douze pairs de France. París 1831
- Le Romans de Berte aus grans piés, publié pour la 1re fois. París 1832
- Le Romans de Garin le Loherain, publié pour la première fois et précédé de l'examen du système de M. [Claude] Fauriel sur les romans carlovingiens. París 1833–1835
- Le romancero françois. Histoire de quelques anciens trouvères et choix de leurs chansons. París 1833
- Les Grandes Chroniques de France. 5 volumes, París 1836–1838
- Les Manuscrits françois de la Bibliothèque du roi. 7 volumes, París 1836–1848
- De la conqueste de Constantinople, édition faite sur des manuscrits nouvellement reconnus. París 1838
- La Chanson d'Antioche. París 1848; 1862
- Cours de langue et littérature françaises au Moyen Age : année 1852, premier semestre. Les origines de la langue française. París 1853
- (amb Louis Monmerqué): Les Historiettes de Tallemant des Réaux, 9 vol., París 1854–1860
- Collège de France. Cours de littérature du moyen âge, leçon du 7 mai 1855 : De la mise en scène des mystères et du mystère de la Passion. París 1955
- Les Chansons de geste, poèmes du XIIe et du XIIIe siècle. Discours d'ouverture du cours de langue et de littérature du Moyen Âge, prononcé le 6 décembre 1858. París 1859
- Les Aventures de maître Renart et d'Ysengrin son compère, mises en nouveau langage, racontées dans un nouvel ordre et suivies de nouvelles recherches sur le roman de Renart. París 1861
- Recueil complet des poésies de Saint-Pavin. París 1861
- Les Romans de la Table ronde, mis en nouveau langage et accompagnés de recherches sur l'origine et le caractère de ces grandes compositions. 5 Bände, París 1868–1877
- Le Livre du voir-dit de Guillaume de Machaut. París 1875
- Histoire générale des croisades par les auteurs contemporains, Guillaume de Tyr et ses continuateurs. 2 vol., París 1879–1880
- Etudes sur François premier, roi de France, sur sa vie privée et son règne, publiées d'après le manuscrit de l'auteur et accompagnées d'une préface par Gaston Paris. 2 Bände, París 1885
- Lancelot du Lac, roman de la Table ronde mis en nouveau langage. París 1958

A més d'edicions de textos publicà molts altres estudis de literatura medieval.